# Cezar Papacostea
Cezar Papacostea (n. 11 noiembrie 1886, Muloviște, Imperiul Otoman – d. 5 iulie 1936, Brăila, România) a fost un scriitor și traducător român, membru corespondent al Academiei Române. El a fost fratele istoricului Victor Papacostea, al juristului Petre Papacostea, al politologului Alexandru Papacostea și unchiul istoricului Șerban Papacostea.

## Biografie
Cezar Papacostea a fost un traducător clasicist care s-a născut în familia de învățători aromâni Gușu (Papacostea - Goga) și Theophana-Flora Papacostea (născută Tonu). Aceasta a avut trei frați: Victor (istoric și profesor de studii balcanice la Universitatea din București), Petre (jurist) și Alexandru (profesor de economie politică la Universitatea din Cernăuți) și două surori. Gușu Papacostea a făcut parte din primul grup de tineri aduși în România de catre călugărul Averchie pe timpul domniei lui Alexandru Ioan Cuza în scopul răspândirii culturii românești printre aromâni. Ca urmare, Gușu Papacostea este cel care a înființat prima școală românească în Macedonia.
Cezar face școala primară și liceul în Brăila în perioada 1892 - 1905, cursurile primare în comuna Viziru din județul Brăila, iar pe cele secundare la Brăila, luându-și bacalaureatul în 1905. Se înscrie mai apoi la Facultatea de Litere și Filozofie din București pe care o absolvă în anul 1908, în clasa profesorului Iuliu Valaori. După absolvire devine profesor de greacă și latină în liceul din Alexandria (1912) și mai apoi la Seminarul Central din București (1913). În anul 1922, își dă doctoratul cu teza „Tradiție și cugetare în literatura greacă”, avându-l ca îndrumător pe D. Burileanu, în fața comisiei formată din Nicolae Iorga, Iuliu Valaori, Dumitru Evolceanu și Ramiro Ortiz. Din 1923, Cezar Papacostea îndeplinește funcția de profesor de limba și literatura elină din cadrul Universității din Iași unde a avut printre elevi pe Orest Tafrali, Dionisie M. Pippidi, Theofil Simenschy și Niculae I. Herescu.
Cezar Papacostea a introdus în România pronunțarea erasmică a limbii grecești. În 1926 a fost împreună cu Iuliu Valaori și Dumitru Evolceanu, fondator al revistei de studii clasice Orpheus. Prin fuzionarea revistei cu Favonius, revista întemeiată de Niculae I. Herescu, se va naște Revista clasică, printre a cărei redactori a fost și C. Papacostea. Din anul 1918, va îndeplini funcția de director general al învățământului secundar și superior, precum și pe aceea de secretar general al Ministerului Instrucțiunii Publice, iar în anul 1935 este ales membru corespondent al Academiei Române. Pe tărâmul politicii, Cezar Papacostea a reușit să ajungă deputat de Dorohoi pe vremea guvernărilor Averescu. Pe lângă bogata creație personală, el a mai semnat în colaborare cu Iuliu Valaori și Gheorghe Popa-Lisseanu ediții din autorii latini (Xenofon, Titus Livius, Vergiliu, etc.), manuale de versificație, crestomanții, gramatici din limba greacă și latină, etc. De asemenea traduce din Platon și Homer. Debutul literar și-l face în anul 1914, cu poezii publicate în „Convorbiri literare".
Cezar Papacostea a fost în România unul dintre oamenii de spirit care a aplicat legea fundamentală a dialogului cu Antichitatea. Cu toate că nu a ajuns a fi un filozof, C. Papacostea a avut multe din calitățile unui filozof al culturii. A avut de asemenea acel idealism clasic, propovăduind gustul metafizicii. De altfel, el avea o deschidere generoasă spre istorie, poezie, etică sau psihologie cu toate că nu a scris vreo sinteză în aceste domenii.

## Opera
- „Liceul trifurcat și învățământul clasic”, București, 1913;
- „Evoluția gândirii la greci”, București, 1919;
- „Reorganizarea liceului”, București, 1919;
- „Platon, Phaidon sau despre nemurirea sufletului, o cercetare critică și trad. de Cezar Papacostea”, București, 1919;
- „Diodor Sicilianul și opera sa”, București, 1921;
- „Între divin și uman. O problemă a culturii elenice”, București, 1921;
- „Platon, Apărarea lui Socrate, Kriton (Datoria cetățeanului), Phaidon (Despre suflet)”, București, 1923;
- „Cercetări pedagoice și sociale”, București, 1925;
- „Problema destinului în tragedia greacă”, București, 1925;
- „Homer, Odiseea, l-l1 (extrase)”, București, 1925;
- „Între doctrinele și practica politică a partidelor”, București, 1926;
- „Homer, Odiseea, l-XII”, , București, 1929;
- „Filosofia antică în opera lui Eminescu”, București, 1930;
- „Platon, I - [Introducere, Apologia, Eutyphron, Kriton], II [Banchetul, Phaidon], trad. de Cezar Papacostea”, București, 1930-l931;
- „Platon. Viața. Opera. Filosofia”, București, 1931;
- „Sofiștii în antichitatea greacă”, București, 1934;
- „Ștefan Zeletin, Viața și opera lui”, București, 1935;
- „Platon. Dialoguri”, După trad. lui Cezar Papacostea, revizuite și întregite cu două trad. noi și cu Viața lui Platon de C. Noica, București, 1968.